# Imagine That
Imagine That és una pel·lícula de Karey Kirkpatrick estrenada el 2009.

## Argument
Evan Danielson és un ocupat home de negocis, separat de la seva dona i amb una filla, Olivia, sovint descuidada pel seu pare, que només pensa en el treball.
Un dia, quan la seva carrera començava a anar de baixada, Evan descobreix que la seva filla és capaç de predir esdeveniments futurs financers (fallides, fusions entre empreses, compra i venda d'accions) amb una precisió sorprenent.
Preguntant a Olivia com ho fa, s'adona que el seu pare finalment pot passar el temps amb ella. Li explica que està en contacte amb la reina estranya d'una terra màgica, només es pot accedir després de ballar sota un llençol.

## Repartiment
- Eddie Murphy: Evan Danielson
- Marin Hinkle: Sra. Davis
- Martin Sheen: Dante D'Enzo
- Thomas Haden Church: Johnny Whitefeather
- Yara Shahidi: Olivia
- Blake Hightower: Will Strother
- Deray Davis: John Strother
- James Patrick Stuart Mr. Pratt
- Maia Kirkpatrick: Els nens
- Michael McMillian: Brock Pressman
- Nicole Ari: Parker Trish
- Richard Schiff: Carl Simons
- Robert Seay: Mike
- Ronny Cox: Tom Stevens
- Stephen Rannazzisi: Noah Kulick
- Stephen Root: Fred Franklin
- Timm Sharp: Tod
- Tonita Castro: Graciella
- Vanessa Williams: Lori Struthers

## Rebuda
La pel·lícula és una coproducció entre Paramount Pictures i Nickelodeon Movies. Com que Hotel for Dogs va ser treta per DreamWorks en comptes de Paramount, aquesta es va unir Nickelodeon Movies per coproduir la pel·lícula.
La pel·lícula va rebre ressenyes variades dels critics. Rotten Tomatoes informat un que un 39% de crítics donaven ressenyes positives basades en 113 opinions amb una mitjana de 5.1 sobre 10. Un altre portal, Metacritic, dona una ràtio d'un 53% basat en 22 ressenyes.